# T26
T26Е1 Pershing (рус. T26E1 Першинг) — тяжелый танк США времен Второй мировой войны. Как и его предшественник М26, назван в честь генерала Джона Першинга. В 1945 выпущена опытная серия в 25 машин. Один Т26Е1 поступил в действующую 3-ю Танковую Дивизию, где был сразу модифицирован в полевых условиях. На танк установили дополнительную броню и систему противовесов. Маску усилили накладной бронёй от подбитого танка «Пантера», а лоб корпуса покрыли двойным слоем бойлерной стали. За полевую модификацию и подготовку танка к бою отвечал лейтенант Бэлтон Купер. Танк прозвали «Супер Першингом». Достоверно боевой путь этого танка не известен. Однако есть данные, что в бою он сумел подбить один Королевский Тигр, который, неудачно маневрируя, высоко задрал носовую часть и получил американский снаряд в днище. Тем не менее, боевой потенциал модифицированного Т26Е1 остался полностью не раскрытым. Испытывались до 1947 года, после этого несколько Т26Е4 использовались как мишени.

## История создания и производства
Попытка создать равноценный немецкому «Королевскому тигру» танк. Для испытаний был выбран первый опытный образец Heavy Tank T26E1, находившийся на Абердинском полигоне. В начале января 1945 года на него поставили новое орудие T15E1. По итогам испытаний 1 марта 1945 года Комитет по вооружениям утвердил принятие данного танка на вооружение под индексом Heavy Tank T26E4 (OCM 26831). Сразу после этой «ограниченной» стандартизации было решено отправить T26E4 на фронт. Уже к 15 марта танк оказался в Европе. Его определили в 3-ю бронетанковую дивизию, в которую незадолго до этого на вооружение поступили Heavy Tank T26E3.
Переделка второго опытного образца T26E4, который одновременно считался первым серийным, была закончена фирмой Wellman Engineering Company в июне 1945 года. Для переделки был взят серийный образец Heavy Tank T26E3 выпуска января 1945 года (серийный номер 97, регистрационный номер 30119907). Он создавался с учетом выявленных недостатков. Основным изменением было то, что на нем устанавливалась более совершенная пушка T15E2 с раздельным заряжанием. Согласно планам от февраля 1945 года, предполагалось изготовить 1000 T26E4, эти машины планировалось использовать как танки-истребители. Но, поскольку война закончилась, летом 1945 года было принято решение сократить заказ до 25 танков. До конца года все они были изготовлены переделкой из линейных Т26Е3.

## Описание конструкции
Конструкция танка аналогична М26, изменения коснулись только брони и вооружения.

### Броневой корпус и башня
Бронирование лба было усилено в полевых условиях за счет установки дополнительных бронелистов котельной стали. К верхней лобовой детали корпуса присоединили 38-мм стальной лист под наклоном 52° к вертикали, к нижней лобовой детали — такой же, под наклоном 39° к вертикали. На маску орудия установили 80-мм дополнительную защиту от башни немецкой «Пантеры». Броня бортов и кормы не изменилась по сравнению с М26.

### Вооружение
Основное вооружение — 90-мм пушка T15E2 L/73. Это танковый вариант буксируемой пушки, созданной для борьбы с немецким «Королевским тигром». Бронепробиваемость орудия повысилась по сравнению с 90-мм М3 L/50, но все еще была ниже, чем у пушки Королевского тигра. Т15Е2 смогла пробить верхнюю лобовую деталь Пантеры с расстояния в 2377 м. Пушка имела раздельное заряжание из-за длинного боеприпаса, поэтому скорострельность снизилась с 8 (у 90-мм М3) до 4 выстрелов в минуту. Остальное вооружение аналогично М26 Першинг.
| Боеприпасы 90-мм пушки T15E2 |          |                    |                   |                       |
| Тип снаряда                  | Марка    | Масса выстрела, кг | Масса снаряда, кг | Дульная скорость, м/с |
| Бронебойный подкалиберный    | HVAP T44 | 19,96              | 7,57              | 1143                  |
| Бронебойный                  | AP T43   | 23,22              | 10,91             | 975                   |
| Осколочный                   | HE T42   | 22,86              | 10,57             | 975                   |

| Таблица бронепробиваемости для Т15Е2 |     |     |      |      |
| Снаряд \ Расстояние, м | 457 | 914 | 1371 | 1828 |
| AP T43 (угол встречи 30°, гомогенная броня) | 132 | 127 | 124  | 122  |
| HVAP T44 (угол встречи 30°, гомогенная броня) | 244 | 221 | 196  | 173  |
| Следует помнить, что в разное время и в разных странах использовались различные методики определения бронепробиваемости. Как следствие, прямое сравнение с аналогичными данными других орудий часто оказывается невозможным. |     |     |      |      |

## Боевое применение
Один Т26Е4 попал на фронт весной 1945 и участвовал в боевых действиях. В первом бою он подбил неопределённый немецкий танк с расстояния 1500 метров. Позже был уничтожен с 600 м «Королевский тигр», который неудачно заехал на груду развалин и подставил днище. Снаряд Першинга вызвал детонацию боеукладки «Тигра». Впрочем, исходя из табличной бронепробиваемости на такой дистанции, «Тигр» мог быть пробит подкалиберным снарядом и в верхний лобовой лист корпуса, тем более в лоб башни. Во время этого боя в Т26Е4 попал снаряд, но броню не пробил и урона не нанес. На следующий день была подбита «Пантера». В других боях, вероятно, Супер Першинг поучаствовать не успел.

## Оценка машины
Окончание войны помешало Супер Першингу (как и обычному, серийному) массово поучаствовать в боях. Тем не менее, Т26Е4 стал наиболее сильным танком США во Второй мировой войне. На равных бороться с ним могли бы только «Королевский тигр» и советский ИС-3. Но усиление лобовой брони повлекло существенное увеличение массы, и слабого даже для обычного М26 двигателя от 30-тонного Шермана для 50-тонного Супер Першинга было недостаточно. Кроме того, раздельное заряжание делало танк бесперспективным.